# Pachybrachis latithorax
Pachybrachis latithorax är en skalbaggsart som beskrevs av Clavareau 1913. Pachybrachis latithorax ingår i släktet Pachybrachis och familjen bladbaggar. Inga underarter finns listade i Catalogue of Life.